# تجمع المستقلين الاشتراكيين الديمقراطيين
تجمع المستقلين الاشتراكيين الديمقراطيين (بالفرنسية: Rassemblement des Sociaux Démocrates Indépendants)‏ كان حزبًا سياسيًا في بوركينا فاسو بقيادة آلان بيدوما يودا.

## التاريخ
تم الاعتراف بالحزب رسميًا في 6 يناير 1992،  وفاز بمقعد واحد في الانتخابات البرلمانية في مايو 1992. في عام 1996 اندمج في المؤتمر للديمقراطية والتقدم الجديد.